# Militærpoliti
Militærpoliti (forkortet MP) er en militær enhed, som varetager politimæssige opgaver i militæret. 
Militærpolitiets opgaver er sammenlignelige med det civile politis, men militærpolitiet har i de fleste lande kun beføjelser på militære områder eller overfor militære personer på civilt område i fredstid.
I enkelte lande fungerer militærpolitiet også som civil myndighed, typisk under navnet Gendarmeri. I denne konstellation er militærpolitiet typisk underlagt civil ledelse og kontrol.
I flere lande har de væbnede styrker egne rets- og fængselssystem adskilt fra de civile systemer.
Soldater i militærpolitet bærer typisk en speciel afmærkning på uniformen og/eller hovedbeklædningen (eksempelvis armbånd, speciel farvet hovedbeklædning).
Det danske militærpolitipersonel kan kendes på en rød  baret, en fløjtesnor over venstre skulder, samt et  MP-armbind også placeret på venstre skulder/overarm. Det er lavet af sort læder og har påsyet bogstaverne MP af hvid læder.
En af de første kendte militærpolitienheder er Royal Military Police. Enheden blev angiveligt opstillet under Napoleonskrigene under Arthur Wellesley, 1. Duke of  Wellingtons kommando.

## Typiske militærpolitiopgaver
- Fangetjeneste
  - Oprettelse og opretholdelse af tilbageholdelsesfaciliteter for tilbageholdte i fredstid samt krigsfanger i krigstid
- Livvagtopgaver
- Sikkerhedsoperationer
  - Bevogtning af beskyttede områder
  - Kurertjeneste og afhentning af  udeblivere
  - Afsøgning af rum og køretøjer for bomber samt lytteudstyr
- Almene politiopgaver
  - Efterforskning af forbrydelser, ransagning og bevissikring
  - Kontrol af uroligheder, anholdelse af gerningsmænd
  - Færdelsesregulerende opgaver

## Danmark
I Danmark findes der kun en militærpolitienhed; Forsvarets Militærpoliti. Militærpolitiet i Danmark har ingen selvstændig jurisdiktion over for civile uden for militære områder, men bistår ved særlige lejligheder Rigspolitiet med løsningen af opgaver.